# Bufotes turanensis
Espèce
Synonymes
- Bufo viridis turanensis Hemmer, Schmidtler & Böhme, 1978
- Bufo turanensis Hemmer, Schmidtler & Böhme, 1978
- Pseudepidalea turanensis (Hemmer, Schmidtler & Böhme, 1978)
- Bufo shaartusiensis Pisanets, Mezhzherin & Shcherbak, 1996

Statut de conservation UICN

 LC  : Préoccupation mineure
Bufotes turanensis est une espèce d'amphibiens de la famille des Bufonidae.

## Répartition
Cette espèce se rencontre :
- dans le nord de l'Iran dans le Kopet-Dag et dans l'est de l'Elbourz ;
- dans le Sud du Turkménistan dans le Kopet-Dag ;
- au Tadjikistan.

Sa présence est incertaine en Ouzbékistan et en Afghanistan.

## Étymologie
Son nom d'espèce, composé de turan et du suffixe latin -ensis, « qui vit dans, qui habite », lui a été donné en référence au lieu de sa découverte, Turan ou Touran étant le nom donné par les peuples iraniens pour désigner le Nord et par extension les peuples nomades des steppes.

## Publication originale
- Hemmer, Schmidtler & Böhme, 1978 : Zur Systematik zentralasiatischer Grünkröten (Bufo viridis-Komplex) (Amphibia, Salientia, Bufonidae). Zoologische Abhandlungen, Staatliches Museum für Tierkunde in Dresden, vol. 34, p. 349-384.